# Передовий (канонерський човен)
«Передови́й» — радянський річковий канонерський човен (канонерка), облаштований у період громадянської війни з мобілізованого парового колісного буксира. Брав участь у Громадянській війні та Німецько-радянській війні.

## Історія служби
Паровий колісний буксир побудовано у 1891 році у Людиново на Десні для комерційних перевезень. Як цивільне судно буксир плавав на Дніпрі до початку Громадянської війни.

Кормова та зенітна гармати радянського канонерського човна «Вірний», на задньому плані канонерський човен «Передовий», 1935 рік.

У лютому 1919 року, коли Червона армія вибила дієву армію УНР з Києва, пароплав націоналізували. У 1925 році після капітального ремонту судно озброїли та залучили до складу окремого загону суден ріки Дніпро як канонерський човен, який за тодішньою класифікацією повинен був мати артилерію калібру більше 76 мм. З 27 червня 1931 року корабель у складі Дніпровської флотилії, а з 17 липня 1940 року - у складі Пінської військової флотилії (ПВФ).
З початком Німецько-радянської війни «Передовий» здійснив 28 червня 1941 року перехід на ріку Прип'ять у район Дорошевичі, що неподалік містечка Петриков. Але вже 11 липня канонерський човен включено до складу Дніпровського загону річкових кораблів (ЗРК) Пінської військової флотилії (ПВФ) для дій у районі Трипілля, Ржищів, Канів. 13 липня корабель своїм вогнем підтримував радянські стрілецькі частини під час оборони Канева, після 10 серпня він діяв поблизу міста Кременчук.
11 серпня, під час переходу до Черкас, «Передовий» разом з канонеркою «Вірний» розпочав бій з німецькою протитанковою батареєю на 634-му кілометрі Дніпра. У «Передовий» влучило кілька снарядів, після чого канонерський човен втратив хід. У цій ситуації «Вірний» взяв на буксир пошкоджений корабель та відвів його до лівого берегу. Вранці 12 серпня супротивник знову розпочав обстріл канонерського човна. Його командир, капітан-лейтенант Павлов О. З., надав наказ підірвати «Передового». Невдовзі екіпаж канонерки було перевезено через Золотоношу до Києва.
6 жовтня 1941 року «Передовий» за наказом вивели зі списків кораблів ВМФ. А у 1945 році уламки канонерки здано на брухт.

## Командири корабля
За неповними даними посаду командира корабля займали:
- старший лейтенант Крінов В. О.: 10 серпня 1935 - 27 вересня 1936 р.
- Фірсов А. А.: 27 вересня 1936 - 1937 р. (репресовано)
- старший лейтенант Анастасьев Л. Д.: 1937 - 1941 рр.
- капітан-лейтенант Павлов А. З.: 12 липня 1941 - 12 серпня 1941 р.